# Maren (Djurö socken, Uppland)
Maren är en sjö på Harö i Värmdö kommun i Uppland och ingår i Norrström-Tyresåns kustområde.